# Gilberto Román
Gilberto Román Saldaña est un boxeur mexicain né le 29 novembre 1961 à Mexicali et mort le 27 juin 1990.

## Carrière
Passé professionnel en 1981, il devient champion du monde des poids super-mouches WBC le 30 mars 1986 après sa victoire aux points contre Jiro Watanabe. Après 6 défenses victorieuses, il s'incline à Reims le 16 mai 1987 face à Santos Laciar.
Le 8 avril 1988, Román redevient champion du monde des super-mouches WBC aux dépens du boxeur colombien Sugar Baby Rojas. Il conserve son titre 5 fois puis le perd le 7 novembre 1989 face à Nana Konadu. Il meurt à 28 ans le 27 juin 1990 dans un accident de voiture.